# Karl Werdan
Karl Werdan (* 11. Oktober 1947 in Langerringen) ist ein deutscher Internist und Kardiologe. Seine wissenschaftlichen Schwerpunkte liegen auf dem Gebiet der kardiologischen Notfallmedizin
und der internistischen Intensivmedizin sowie der Herzerkrankungen im Alter (kardiologisch-geriatrische Erkrankungen).

## Leben und Leistungen
Karl Werdan ging in Schwabmünchen und Augsburg zur Schule und studierte ab 1967 Humanmedizin an der Ludwig-Maximilians-Universität München (LMU München). 1973 legte er dort sein Staatsexamen ab, bevor er 1975 als Arzt approbierte und promovierte. Seine Dissertationsarbeit, mit dem Titel „Regulation des Stoffwechsels durch Änderungen des pH. Untersuchungen an Chloroplasten“, war eine experimentell-biochemische Arbeit, angefertigt am Institut von Martin Klingenberg. Anschließend war er von 1975 bis 1977 Soldat auf Zeit in der Sanitätskompanie in München und dort am Labor für experimentelle Radiologie tätig. Ab 1977 vertiefte Werdan seine ärztliche Weiterbildung in Innerer Medizin als Assistenzarzt an der Medizinischen Klinik I des Klinikums Großhadern und machte 1984 seinen Facharzt für Innere Medizin. 1985 folgte die Habilitation an der LMU München. 1986 wurde er zum Oberarzt an der Medizinischen Klinik I des Klinikums Großhadern ernannt und machte 1987 seinen Facharzt für Innere Medizin mit dem Schwerpunkt Kardiologie.
1991 wurde er außerplanmäßiger Professor für Innere Medizin an der LMU München. 1995 übernahm er als Nachfolger von Wilhelm Teichmann, Direktor der Universitätsklinik und Poliklinik für Innere Medizin III in Halle (Saale), den Lehrstuhl für Kardiologische Intensivmedizin an der Martin-Luther-Universität Halle-Wittenberg (MLU Halle), ab 1999 dann den Lehrstuhl für Innere Medizin – Kardiologie. Seit 2006 war er als geschäftsführender Direktor des Zentrums (ab 2008 Department) für Innere Medizin am Universitätsklinikum Halle tätig. Die Emeritierung erfolgte am 30. September 2014.
Eng verbunden ist Werdan mit der Entdeckung der akuten Herzschwäche bei der mikrobiellen Sepsis: der Begriff der „septischen Kardiomyopathie“ wurde unter anderem auf einem von Werdan 1989 geleiteten Workshop geprägt. 2001 gehörte er zu den Initiatoren des Sonderforschungsbereichs der Deutschen Forschungsgemeinschaft zum „Herzversagen im Alter: Zelluläre Mechanismen und therapeutische Einflussnahme“ (SFB 598) an der MLU Halle. Ebenfalls war er Mitinitiator der CARLA-Studie (CARdiovascular disease, Living and Ageing in Halle), einer langlaufenden epidemiologischen Studie zu Herz-Kreislauf-Sterblichkeiten in Deutschland, getragen durch die Deutsche Forschungsgemeinschaft, das Kultusministerium des Landes Sachsen-Anhalt und der Medizinischen Fakultät der MLU Halle.
1989 erhielt Werdan den Albert-Fraenkel-Preis der Deutschen Gesellschaft für Kardiologie (DGK) verliehen. Im Jahr 1999 erfolgte die Aufnahme in die Deutsche Akademie der Naturforscher Leopoldina und 2012 die Ernennung zum Ehrenmitglied der Deutschen Gesellschaft für Internistische Intensivmedizin und Notfallmedizin (DGIIN). 2011 erhielt er den Fritz-Acker-Preis der DGK und der Fritz-Acker-Stiftung, sowie 2013 den „Distinguished Leadership/Lifetime Achievement Award in Cardiovascular Sciences“ der International Academy of Cardiovascular Sciences (IACS), verliehen. 2014 wurde ihm die erstmals vergebene Leopold-Lichtwitz-Medaille der Deutschen Gesellschaft für Innere Medizin (DGIM) überreicht. Werdan ist weiterhin seit 1995 Mitglied des wissenschaftlichen Beirats der Deutschen Stiftung für Herzforschung (DSHF), seit 2007 des wissenschaftlichen Beirats der Bundesärztekammer (BÄK) und seit 2009 korrespondierendes Mitglied der Österreichischen Gesellschaft für Internistische und Allgemeine Intensivmedizin und Notfallmedizin (ÖGIAIN).
Karl Werdan ist verheiratet mit der Internistin und Kardiologin Ursula Müller-Werdan.

## Werke (Auswahl)
- Karl Werdan, Ursula Müller: Mitralklappenprolaps und Mitralklappenprolaps-Syndrom. Mit 17 Abbildungen. Springer-Verlag, Berlin, Heidelberg 1991, ISBN 978-3-540-53558-4, doi:10.1007/978-3-642-76344-1.
- Ursula Müller-Werdan, Christopher Reithmann, Karl Werdan: Cytokines and the Heart. Molecular Mechanisms of Septic Cardiomyopathy. Springer, New York, Austin 1996, ISBN 978-3-540-60175-3 (englisch).
- Hans-Peter Schuster, Karl Werdan: Intensivtherapie bei Sepsis und Multiorganversagen. 3.  Auflage. Springer-Verlag, Berlin, Heidelberg 1999, ISBN 978-3-540-64452-1, doi:10.1007/978-3-642-76344-1.
- Karl Werdan, Ursula Müller-Werdan, Hans-Peter Schuster, Frank M. Brunkhorst (Hrsg.): Sepsis und MODS. 5.  Auflage. Springer Verlag, Berlin, Heidelberg 2016, ISBN 978-3-662-45147-2, doi:10.1007/978-3-662-45148-9 (1. Auflage 1991, 2. 1996, 3. 2000, 4. 2005).